# Vaux-sur-Seine
 Vaux-sur-Seine  es una población y comuna francesa, en la región de Isla de Francia, departamento de Yvelines, en el distrito de Mantes-la-Jolie y cantón de Meulan.

## Demografía
| 2152 | 2736 | 2851 | 3105 | 3790 | 4369 |
| Para los censos de 1962 a 1999 la población legal corresponde a la población sin duplicidades (Fuente: INSEE [Consultar]) |      |      |      |      |      |